# 中央食品 (香川県)
中央食品株式会社（ちゅうおうしょくひん）は、香川県高松市に本社をおく食品メーカー。地元では「とうふの中食」ブランドで知られる。
同じ高松市に本社を置く給食業の株式会社中央とは資本・人材を含め一切の関係を持たない。
2020年 6月 倒産。

## 沿革
- 1958年6月30日 - 創立